# Théorème de Künneth
En mathématiques, le théorème de Künneth est un résultat de topologie algébrique qui décrit l'homologie singulière du produit X × Y de deux espaces topologiques, en termes de groupes homologiques singuliers Hi(X, R) et Hj(Y, R).
Il tient son nom du mathématicien allemand Hermann Künneth.
Théorème de Künneth — 
Si X et Y sont CW-complexes et si R est un anneau principal, alors il existe des suites exactes courtes naturelles scindées :
{\displaystyle 0\rightarrow \bigoplus _{i}\left(H_{i}(X;R)\otimes _{R}H_{n-i}(Y;R)\right)\rightarrow H_{n}(X\times Y;R)\rightarrow \bigoplus _{i}\mathrm {Tor} _{R}\left(H_{i}(X;R),H_{n-i-1}(Y;R)\right)\rightarrow 0.}

## Cas d'un corps
Si R est supposé être un corps commutatif, alors le résultat est une approximation du cas général : en effet, on n'a plus besoin d'invoquer le foncteur Tor. Ainsi, on peut énoncer le théorème de Künneth sous la forme :
{\displaystyle H_{k}(X\times Y)\cong \bigoplus _{i+j=k}H_{i}(X)\otimes H_{j}(Y).}
De plus, il existe une opération produit qui montre comment un i-cycle sur X et un j-cycle sur Y peuvent être combinés pour former un (i + j)-cycle sur X × Y ; de sorte qu'il existe une application linéaire explicite définie par la somme directe de Hk(X × Y).
Lorsque R est un corps, d'après le théorème de Künneth, cette application linéaire est un isomorphisme.

## Nombres de Betti d'un produit
Une conséquence du théorème de Künneth est que les nombres de Betti de X × Y sont déterminés par ceux de X de ceux de Y. L'énoncé revient à dire que si pZ(t) est la fonction génératrice de la séquence des nombres de Betti bk(Z) d'un espace Z, alors :
{\displaystyle p_{X\times Y}(t)=p_{X}(t)p_{Y}(t).}
Lorsqu'il y a un ensemble fini des nombres de Betti de X et de Y, chacun d'entre eux est un nombre naturel plutôt que ∞, ce qu'on peut comprendre comme une identité des polynômes de Poincaré.
Dans le cas général, ce sont des séries formelles acceptant des coefficients ∞, et doivent être interprétées en tant que telles. De plus, les nombres de Betti sur un corps F, bk(Z,F), vérifient le même genre de relation que bk(Z,Q) pour les coefficients rationnels.